# Eugène Kracher
Eugène Kracher (ur. 20 sierpnia 1909 w Sélestat, zm. 7 lutego 1995 tamże) – francuski zapaśnik walczący w stylu klasycznym. Olimpijczyk z Berlina 1936, gdzie zajął dwunaste miejsce w wadze piórkowej.

## Letnie Igrzyska Olimpijskie 1936
| Konkurencja          | Rundy eliminacyjne     | Rundy eliminacyjne  | Rundy eliminacyjne  | Klas. końcowa |
| Konkurencja          | Przeciwnik I           | Przeciwnik II       | Przeciwnik III      | Miejsce       |
| -------------------- | ---------------------- | ------------------- | ------------------- | ------------- |
| 61 kg styl klasyczny | Norman Morrell (GBR) Z | Aarne Reini (FIN) P | Ion Horvath (ROU) P | 12.           |